# Ilava
Ilava és una ciutat d'Eslovàquia. Es troba a la regió de Trenčín, és capital del districte d'Ilava.

## Història
La primera menció escrita de la vila es remunta al 1229. Els noms històrics medievals foren Lewe, Lewa, Lewa de cidca fluviom Vag, i posteriorment Ilava. La forma Illava es coneix des del segle XIX i es va utilitzar després del Compromís Austrohongarès de 1867.

## Demografia
| Godina             | 1994 | 2004   | 2014   | 2024   |
| ------------------ | ---- | ------ | ------ | ------ |
| Nombre de persones | 5472 | 5451   | 5479   | 5522   |
| Diferència         |      | −0,38% | +0,51% | +0,78% |

| Godina             | 2023 | 2024   |
| ------------------ | ---- | ------ |
| Nombre de persones | 5558 | 5522   |
| Diferència         |      | −0,64% |

## Persones il·lustres
- Marcel Hossa: jugador d'hoquei
- Tomáš Kopecký: jugador d'hoquei

## Ciutats agermanades
- Győr, Hongria
- Klimkovice, República Txeca
- Mikołów, Polònia